# گئورگی آندونوف
گئورگی آندونوف (بلغاری: Георги Андонов؛ زادهٔ ۲۸ ژوئن ۱۹۸۳) بازیکن فوتبال اهل بلغارستان است.
از باشگاه‌هایی که در آن بازی کرده است می‌توان به باشگاه فوتبال بوتو پلوودیو و باشگاه فوتبال دنیزلی اسپور اشاره کرد.